# Bob Hýsek
Bob Hýsek (* 4. července 1974 Uherské Hradiště, Československo), vlastním jménem Robert Hýsek, je český překladatel z angličtiny, editor, redaktor, vydavatel, publicista a organizátor a popularizátor slam poetry. Pedagogicky působí na Katedře anglistiky a amerikanistiky Filozofické fakulty Univerzity Palackého v Olomouci.

## Život a působení
Vyrůstal v Orlové, vystudoval anglickou a českou filologii na FF UP (1992–1999). Na tamější Katedře anglistiky a amerikanistiky v současnosti jako externista vyučuje slam poetry a překlad anglickojazyčné beletrie do češtiny, v minulosti učil též překlad poezie, americká kulturní studia a literaturu science fiction.
Z angličtiny překládá poezii i prózu, nejznámější jsou jeho překlady Philipa K. Dicka, Jacka Kerouaca, Nicka Cavea, Allena Ginsberga a především Charlese Bukowského. Je také autorem mystifikační studie Karel Bukowski – stary chachar ostravski, v níž odhaluje "pravou" identitu amerického spisovatele jako ostravského rodáka a emigranta Karla Bukowského.
Od roku 2012 působil jako korektor magazínu Legalizace, v letech 2017–2022 byl editorem tohoto dvouměsíčníku. V roce 2018 společně s publicistou Lukášem Hurtem a vydavatelem Robertem Veverkou založil populárně odborný magazín Konopí, jehož je editorem. Rovněž je šéfredaktorem jeho anglické mutace Cannabis Therapy Magazine. V konopných periodikách publikuje pod pseudonymem Bohumil Sazinka.

### Překladová tvorba
Na počátku své překladatelské dráhy překládal pro nakladatelství Pragma (Osho, Bukowski), od roku 2003 spolupracuje s pražským nakladatelstvím Argo a stává se jedním z jeho kmenových překladatelů. Soustavně se věnuje překladům básnického i prozaického díla Charlese Bukowského. Významně se podílel na tvorbě edice amerického sci-fi autora Philipa K. Dicka, kdy redakčně řídil kolektivní překlady jeho povídkových sbírek. Přeložil vybrané povídky ve dvou souborech Teda Chianga, pozornost si získal jeho překlad erotického románu Libidárium od Nicholsona Bakera. Rovněž překládá díla Nicka Cavea. Jako překladatel a redaktor spolupracuje s různými českými nakladatelstvími.
V roce 2001 obsadil v Soutěži Jiřího Levého druhé místo v kategorii próza s překladem úryvku románu Johna Fanteho Zeptej se prachu. V roce 2024 obdržel Cenu děkana za šíření dobrého jména Filozofické fakulty UP.
S olomouckými amerikanisty Matthewem Sweneym a Pavlem Gončarovem a germanistkou Ingeborg Fialovou v roce 2018 založil Ateliér uměleckého překladu, z. s., jehož je ředitelem.

### Kulturní aktivity
Společně s Matthewem Sweneym pořádal v Olomouci v letech 2006–2019 mezinárodní festival Ostrovy bez hranic (první dva ročníky jako Slova bez hranic). V roce 2006 za těmito účely založili spolek Detour Productions, jehož názvem vzdali hold dílu olomouckého rodáka a amerického režiséra kultovních noirových filmů Edgara G. Ulmera. Od roku 2015 se spolek pod novým vedením specializuje na pořádání akcí slam poetry.

### Slam poetry
Hýsek je jedním z předních českých organizátorů, moderátorů a popularizátorů slam poetry. Od roku 2006 organizuje olomoucká regionální kola a od roku 2015 se podílí na pořádání finále Mistrovství ČR ve slam poetry. Je strůjcem a organizátorem slamových mistrovství ve speciálních formátech: od roku 2014 pořádá Duoslam coby celostátní soutěž dvojic a od roku 2016 Femislam coby souboj performerek, a to nejen českých. Propaguje a provozuje rovněž slamy překladatelské. Jako editor připravil k vydání sborník slamových textů Deset deka slamu (Průřez olomouckou slam poetry) a je autorem elektronické publikace Slam poetry. Manuál k výuce performativní soutěžní poezie. Slam poetry učí jako volitelný předmět na FF UP a působí jako mentor začínajících slamerů v rámci olomouckého Klubu slam poetry. Při organizaci slamových exhibic spolupracuje mj. s českými slamery Ondřejem Hrabalem, Anatolem Svahilcem či Dr. Filipitchem.

## Dílo (výběr)
- Karel Bukowski – stary chachar ostravski. (Přednáškový cyklus s básněmi, dosud knižně nepublikováno).

### Antologie
- Deset deka slamu (Průřez olomouckou slam poetry). Sestavil a předmluvou opatřil Robert Hýsek. Olomouc: UP Press, 2015. Dostupné online.
- Bludné kořeny / Wayward Roots. (Výbor ze současné slovanské poezie.) Sestavil a přeložil Robert Hýsek, Matthew Sweney & kol. Olomouc: UP Press, 2014. Dostupné online.
- Prchavé domovy: Mezi vyhnanstvím a vnitřním exilem. / Fleeting Homes: Between Banishment and Inner Exile. Sest. a přel. Robert Hýsek & Matthew Sweney. Olomouc: UP Press, 2010. Dostupné online.
- Festivalový sborník/ Festival Anthology: Ostrovy bez hranic/Islands Without Borders 2008. Sest. a přel. Bob Hýsek a Matthew Sweney. Olomouc: Detour Productions, 2008.
- Festivalový sborník/ Festival Anthology: Slova bez hranic/Words Without Borders 2007. Sest. a přel. Bob Hýsek a Matthew Sweney. Olomouc: Detour Productions, 2007.

### Knižní překlady
- Cave, Nick, a O’Hagan, Seán. Víra, naděje a masakr. Praha: Argo, 2023.
- Moore, Alan. „Americké světlo: vzdání holdu.“ In Iluminace. Praha: Argo, 2023.
- Bukowski, Charles. O pití. Praha: Argo, 2022. (Překlad Bob Hýsek a další.)
- Ginsberg, Allen. Kadiš a jiné básně. Praha: Argo, 2020. (Překlad Jan Zábrana a Bob Hýsek.)
- Chiang, Ted. Výdech. Brno: Host, 2020.
- Chiang, Ted. "Když se vám líbí, co vidíte: Dokument." In Příběhy vašeho života. Brno: Host, 2020.
- Kerouac, Jack. Dobrá bloncka. Praha: Argo, 2019. (Překlad Josef Rauvolf, Petr Onufer, Vít Penkala, Michala Marková, Bob Hýsek, Jiří Popel, Lucie Simerová, David Petrů.)
- Cave, Nick. Píseň z pytlíku na zvratky. Praha: Argo, 2017.
- Bukowski, Charles. Nikomu nezvoní hrana. Praha: Argo, 2017. (Překlad Bob Hýsek, Michala Marková, Martin Svoboda, Ladislav Nagy a Roman Jakubčík.)
- Bukowski, Charles. O kočkách. Praha: Argo, 2017.
- Bukowski, Charles. Jelito. Praha: Argo, 2016.
- Dick, Philip K. Minority Report: Menšinová zpráva I.–II. Praha: Argo, 2015. (Překlad Bob Hýsek, Filip Krajník, Tomáš Roztočil, Jakub Marx, Lukáš Hurt a další.)
- Bukowski, Charles. Na poště. Praha: Argo, 2014.
- Bukowski, Charles. Absence hrdiny. Praha: Argo, 2014. (Překlad Bob Hýsek, Michala Marková, Martin Svoboda.)
- Bukowski, Charles. Další zápisky starého prasáka. Praha: Argo, 2012. (Překlad Bob Hýsek, Martin Svoboda, Ladislav Nagy.)
- Baker, Nicholson. Libidárium. Praha: Argo, 2013.
- Cunetomo, Yamamoto. Hagakure – Cesta samuraje. Bratislava: CAD Press, 2013. (2., uprav. vyd.)
- Bukowski, Charles. Odbarvená píča. Praha: Argo, 2012.
- Bukowski, Charles. Příliš blízko jatek. Praha: Argo, 2012.
- Kerouac, Jack. Sám na vrcholu hory. Praha: Argo 2011. (Překlad Jan Válek, Jitka Zehnalová, Bob Hýsek.)
- Niffeneggerová, Audrey. Její děsivá souměrnost. Praha: Argo 2011.
- Bukowski, Charles. Tvrdej chleba. Praha: Argo, 2011.
- Dick, Philip K. Podivný ráj a jiné povídky. Praha: Argo, 2010. (Překlad Bob Hýsek, Filip Krajník a Štěpán Valášek.)
- Fante, John. Zeptej se prachu / Ask the Dust. Praha: Argo, 2010. (2., uprav. vyd., dvojjazyčné)
- Dick, Philip K. Dr. Krvemsta aneb Jak se nám vedlo po bombě. Praha: Argo, 2009.
- Bukowski, Charles. Pobryndané spisy. Praha: Argo, 2009. (Překlad Bob Hýsek, Michala Marková, Martin Svoboda, Martina Knápková a Ladislav Nagy.)
- Stephen, Ian. Napospas vlnám / Adrift. Olomouc: Periplum 2007.
- Bukowski, Charles. Nejkrásnější ženská ve městě. Praha: Argo, 2007. (Překlad Bob Hýsek, Martin Svoboda, Martina Knápková a Michala Marková.)
- Bukowski, Charles. Příběhy obyčejného šílenství. Praha: Argo, 2006. (Překlad Bob Hýsek, Michala Marková, Martin Svoboda.)
- Dick, Philip K. Planeta, která neexistovala I.–II. Praha: Argo, 2006. (Překlad Bob Hýsek, Martina Knápková, Martin Svoboda.)
- Bukowski, Charles. Zápisky starého prasáka. Praha: Argo, 2005. (2., uprav. vyd.)
- Dick, Philip K. Když mrtví mládnou. Praha: Argo, 2005.
- Dick, Philip K. Král úletů. Praha: Argo, 2004.
- Bukowski, Charles. Kohosik inšiho. Norimberk: Imaginární impérium, 2003.
- Bukowski, Charles. Kam zmizela ta roztomilá, rozesmátá holka v květovaných šatech. Praha: Pragma, 2003.
- Sounes, Howard. Bláznivý život Charlese Bukowského. Praha: Pragma, 1999.
- Cleary, Thomas. Japonské umění války. Praha: Pragma, 1998.
- Osho. Hořčičné semínko. Praha: Pragma, 1996. (Překlad Robert Hýsek a Jan Straka.)